# Hemicythere costata
Hemicythere costata is een mosselkreeftjessoort uit de familie van de Hemicytheridae. De wetenschappelijke naam van de soort is voor het eerst geldig gepubliceerd in 1866 door Brady.